# 에이슬린 폴
에이슬린 폴(Aislinn Paul, 1994년 3월 5일 ~ )은 캐나다의 배우이다.
토론토에서 태어났다.

## 영화
- 히어로즈 리본: 다크 매터스 (2015년)
- 트리거 (2010년)
- 해리엣 더 스파이: 블로그 워즈 (2010년)
- 핀 온 더 플라이 (2008년)
- 캔들스 온 베이 스트리트 (2006년)
- 바이러스 전쟁 (2003년)
- 시스터 메리 익스플레인 잇 올 (2001년)